# Aidt
Aidt er en landsby i Østjylland med 277 indbyggere  (2024). Aidt er beliggende 1,5 kilometer nord for Thorsø og 9 kilometer nordvest for Hammel. Byen ligger i Region Midtjylland og tilhører Favrskov Kommune.
Aidt er beliggende i Aidt Sogn og Aidt Kirke ligger i byen.